# Constitució brasilera de 1891
La Constitució brasilera de 1891 (portuguès : Constituição brasileira de 1891), també coneguda com Constitució de la República dels Estats Units del Brasil (Constituição da República dos Estados Unidos do Brasil ), promulgada el 24 de febrer de 1891, va ser la segona constitució del país i la primera del període republicà. La forma de govern esdevingué la República Federativa, composta per vint estats (anteriorment anomenats províncies) més el Districte Federal (la ciutat de Rio de Janeiro).

## Elaboració
Just després de la proclamació de la república i la sortida de l'emperador Pere II del Brasil, El 1889 van començar les discussions sobre la redacció d'una nova carta magna. El text esdevindria la primera constitució republicana i es mantindria vigent durant tota la Primera República (1889-1930). Després d'un any de negociacions amb les branques del govern responsables de dirigir el país, la Constitució brasilera de 1891 va ser promulgada el 24 de febrer de 1891. Els principals autors del text van ser Prudente de Morais i Ruy Barbosa. El text només es va modificar el 1926.
La Constitució de 1891 es va inspirar en la Constitució de la Nació Argentina, la Constitució dels Estats Units d'Amèrica i la Constitució Federal de Suïssa. Es va caracteritzar per la descentralització de poders, ja que va donar una gran autonomia als municipis i a les antigues províncies, que es van convertir en estats. Va establir l'existència de tres poders independents: l'executiu, el legislatiu i el judicial. L'antic poder moderador, símbol de la monarquia, va ser abolit. Els membres dels poders legislatiu i executiu serien elegits per vot popular directe, que els caracteritzava com a representants de la ciutadania en la vida política nacional.

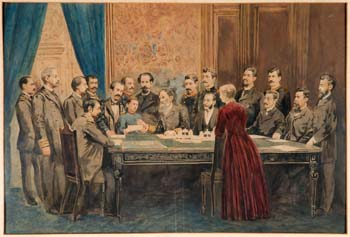
Signatura del projecte de Constitució de 1891 (Gustave Hastoy, c. 1891).

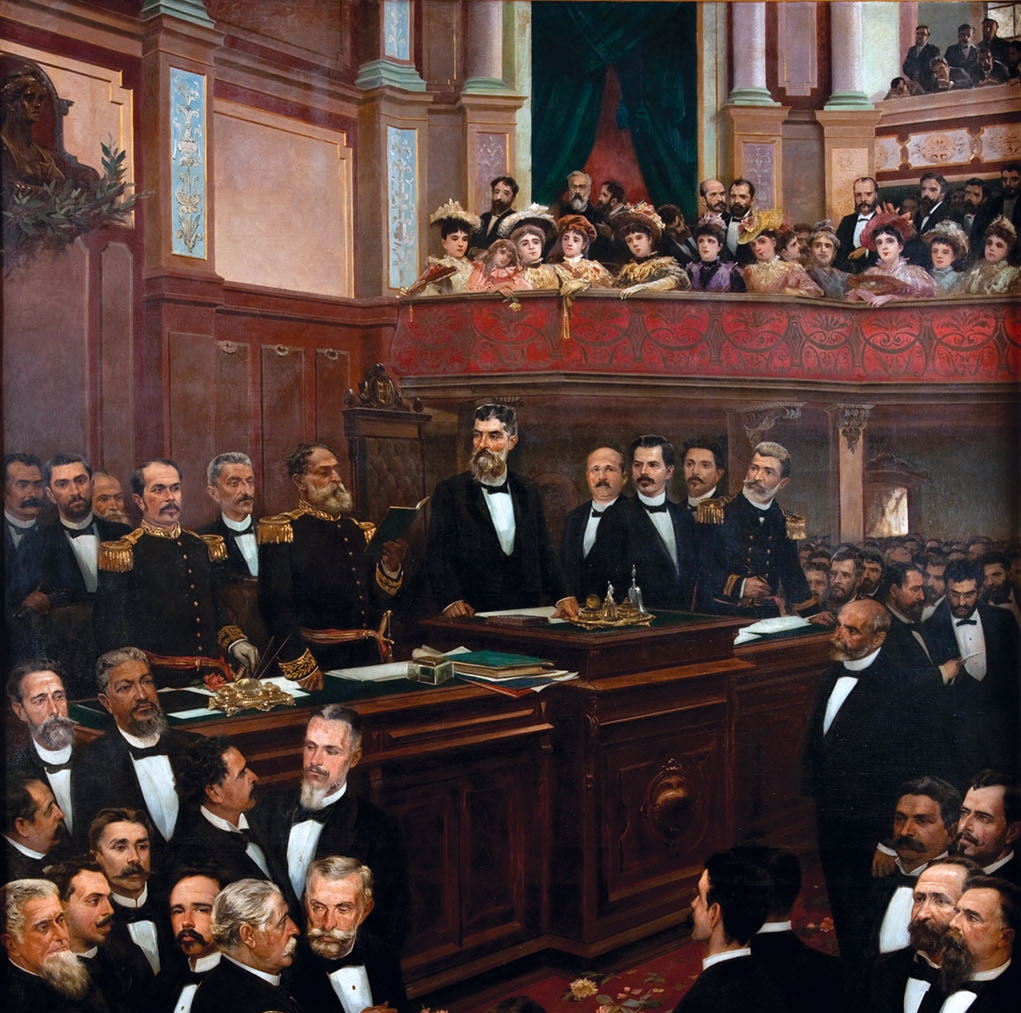
Jurament Constitucional (Aurélio de Figueiredo, c. 1891).

El sistema de govern escollit va ser el presidencialisme i el mandat del President de la República, elegit per vot directe, seria de quatre anys i sense dret a reelecció per al mandat immediatament següent; el mateix passava amb el vicepresident.
El vicepresident era elegit independentment del candidat a la presidència, fet que permetia la selecció del candidat de l'oposició. En cas de morir o dimitir un president, el seu vicepresident assumiria el càrrec només fins que se celebressin noves eleccions, en comptes de servir fins al final de la legislatura, com passa actualment. Les eleccions presidencials tenien lloc l'últim any del mandat presidencial, en el dia 1 de març, i els elegits prenien possessió del càrrec el 15 de novembre.
Pel que fa a les regles electorals, es va determinar que el vot al Brasil seria nominatiu (la signatura del votant a la papereta era obligatòria) i universal (el sufragi censatari, que definia els electors pels seus ingressos, es va abolir; però els analfabets, els religiosos subjectes a l'obediència eclesiàstica i els captaires encara estaven exclosos del dret de vot). El Congrés Nacional era l'encarregat de regular el sistema electoral pels càrrecs polítics federals, mentre que les assemblees estatals regulaven les eleccions estatals i municipals, fet que només canviaria a partir de la Constitució de 1934, amb la creació del Tribunal de Justícia Electoral. Es va mantenir el vot de districte, amb l'elecció de tres diputats per cada districte electoral del país.
També es va definir la separació entre l'Església i l'Estat: les eleccions ja no tindrien lloc dins de les esglésies, el govern ja no interferiria en l'elecció dels càrrecs de l'alt clergat, com els bisbes, diaques i cardenals. El Brasil ja no tenia una religió oficial i el monopoli dels registres civils es va transferir al govern federal. Es van crear oficines de registre de naixements, matrimonis i defuncions, així com cementiris públics, on es podia enterrar qualsevol persona, independentment del seu credo. El govern federal també va assumir el control de l'educació i va establir diverses escoles públiques de primària i secundària; on s'hi prohibia l'ensenyament religiós. La separació va enfadar l'església, que només es va reconciliar amb el govern durant l'Estado Novo.
Es van abolir la noblesa i els escuts d'armes familiars, i no es va reconèixer cap privilegi aristocràtic; però els més influents van mantenir els seus símbols durant la República per respecte i cortesia. Segons la nova constitució, els brasilers que acceptessin qualsevol títol estranger que contradigués els preceptes republicans del text de 1891, sense l'autorització expressa del Congrés, perdrien els seus drets polítics. L'Orde Imperial de la Creu i l'Orde Imperial d'Avis van ser oficialment abolits i substituïts per l'Orde de la Creu del Sud i el del Mèrit Militar, tot i mantenir moltes de les característiques dels seus predecessors.
La Constitució de 1891 es va redactar basant-se en els principis fonamentals de la predecessora estatunidenca. Tanmateix, els principis democràtics liberals van ser suprimits perquè les oligarquies terratinents, a través dels seus representants, van tenir una gran influència en la redacció del text. L'objectiu dels productors de cafè de São Paulo era augmentar la descentralització del poder i enfortir les elits regionals tot debilitant el poder central, especialment el militar. La influència dels paulistes, que en aquell moment aportava la major part del PIB brasiler, va ser decisiva. El primer partit republicà es va formar a través de la Convenció d'Itu.
Una còpia amb les signatures dels electors es conserva a l'Arxiu Nacional del Brasil.

## Aspectes principals

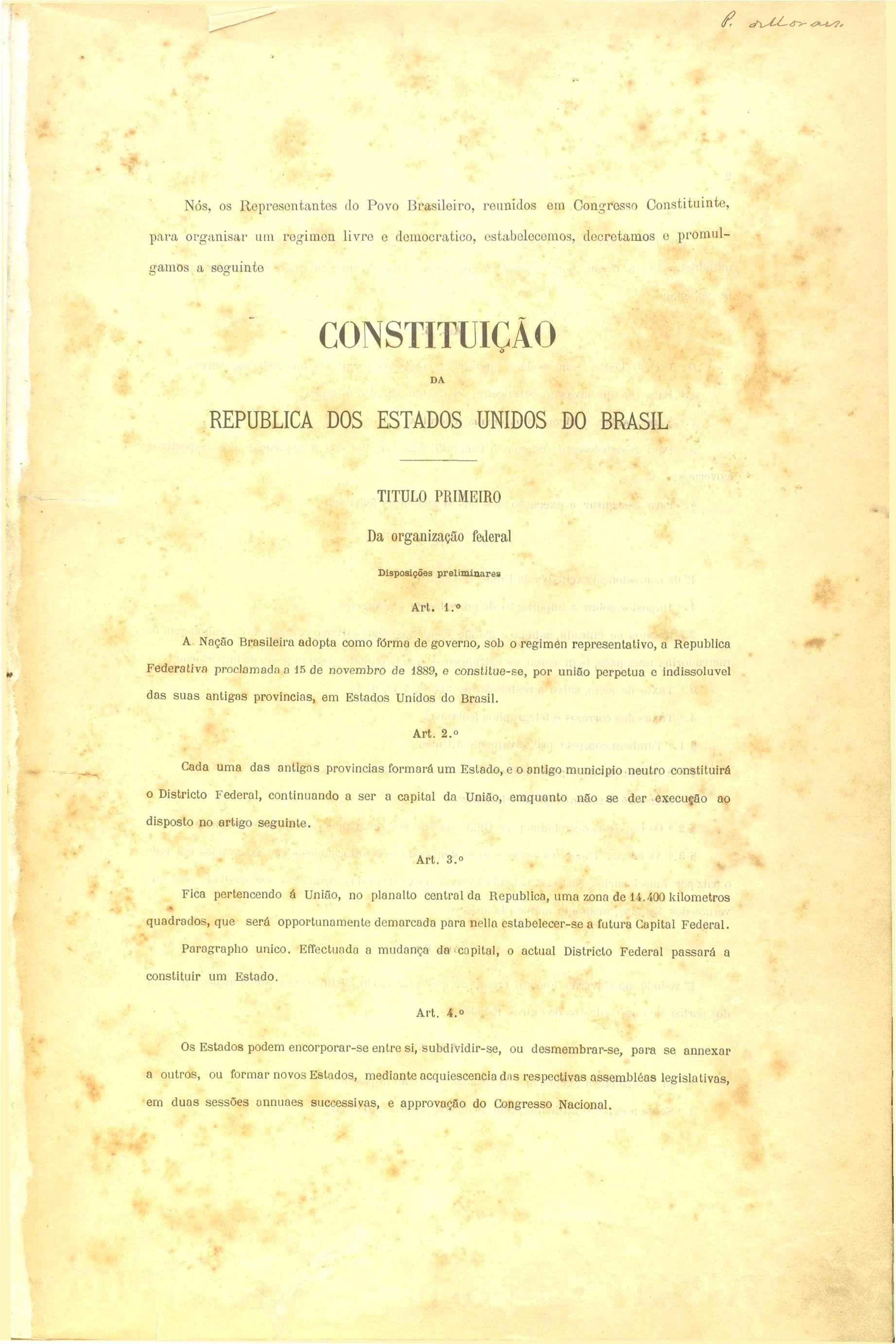
Primera pàgina de la Constitució republicana de 1891.

Els principals punts de la Constitució de 1891 van ser:
- Abolició de les institucions monàrquiques;
- El càrrec de senador deixava de ser vitalici;
- El vicepresident de la República ocuparia simultàniament la presidència del Senat;
- Sistema de govern presidencial;
- El President de la República esdevingué el cap del Poder Executiu;
- Les eleccions eren ara per vot directe, però no tenien secret;
- Els mandats van ser de quatre anys per al president, nou anys per als senadors i tres anys per als diputats federals;
- El president i el vicepresident no serien reelegits per al mandat immediatament següent;
- Els candidats al vot efectiu serien escollits per persones majors de 21 anys, a excepció dels analfabets, captaires, soldats, dones i religiosos subjectes al vot d'obediència;
- El Congrés Nacional era responsable del Poder Legislatiu, format pel Senat i la Cambra dels Diputats;
- Les províncies van ser rebatejades com a estats, amb una major autonomia dins la Federació;
- Els estats de la Federació van començar a tenir les seves constitucions organitzades jeràrquicament amb relació a la constitució federal;
- L'Església catòlica va ser desmembrada de l'estat brasiler i va deixar de ser la religió oficial del país;
- Una àrea de 14.400 quilòmetres quadrats destinats a la futura transferència de la capital del Brasil a l'altiplà central va ser transferida al govern federal.

Es va consagrar la llibertat d'associació i el dret de reunió sense armes; es va garantir als acusats els màxims drets de defensa; es van suprimir les penes de galeres, desterrament i mort; es va instituir l'habeas corpus i es va garantir la magistratura dels jutges federals (permanència vitalicia, immobilitat i irreductibilitat de sous).